# Henryk Jakubanis
Henryk Jakubanis (ur. 14 marca 1879 we Kulebakach w guberni niżnonowogrodzkiej, zm. 9 kwietnia 1949 w Lublinie) – polski filolog klasyczny i filozof, profesor Uniwersytetu im. Św. Włodzimierza w Kijowie i Katolickiego Uniwersytetu Lubelskiego.  

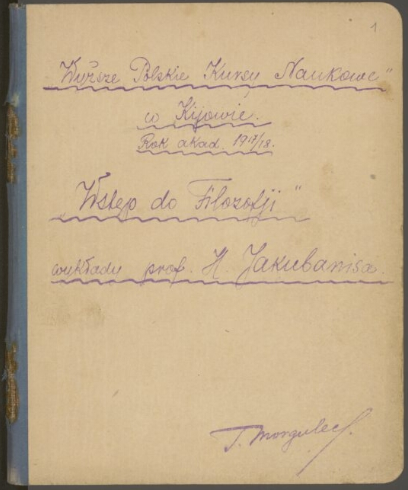
[https://polona.pl/item/noty-z-wykladow-na-wyzszych-polskich-kursach-naukowych-w-kijowie,NDkyMDk1MTg/0/#info:metadata Pierwsza strona notatek z wykładów H. Jakubanisa (1879-1949)

## Życiorys
Absolwent gimnazjum w Jełat´mie (1897 - z wyróżnieniem). W latach 1897–1902 odbył studia w zakresie filologii klasycznej i filozofii na Wydziale Historyczno-Filologicznym Uniwersytetu im. Św. Włodzimierza w Kijowie. W latach 1902–1908 i 1914-1921 uczył logiki, psychologii, filologii klasycznej i historii filozofii w Kijowie, m.in. na Uniwersytecie św. Włodzimierza (od 1908 jako docent prywatny, od 1917 docent etatowy, od 1919 profesor
nadzwyczajny). W latach 1920–1921 pełnił także funkcję wicedziekana Wydziału Historyczno-Filologicznego, a 1921-1922 rektora. W 1922 r. przeniósł się do Lublina i od 1922 był profesorem filozofii na Wydziale Nauk Humanistycznych (1922-1939, dziekan 1923-1925) i Wydziale Teologicznym (1924-1929) KUL. W latach 1939–1940 był więziony na zamku w Lublinie. W jesieni 1940 roku, wskutek upadku na ulicy, doznał wstrząsu mózgu i przez 7 tygodni ciężko chorował. W listopadzie 1944 przez kilka miesięcy prowadził wykłady na KUL, które musiał przerwać z powodu choroby.

## Wybrane publikacje
- Otzvuki platonizma v lirike Šillera, Kiev 1904.